# 17e cérémonie des Aigles d'or
 (décembre 2024).
Motif : Certains titres français mentionnés sont peut-être des traductions littérales et donc n'existent pas en tant que titres. La présentation doit donc être différente pour ne pas créer d'ambiguïté.
La 17e cérémonie des Aigles d'or, organisée par l'Académie russe des sciences et des arts cinématographiques, s'est déroulé à Mosfilm à Moscou le 25 janvier 2019 et a récompensé les films, téléfilms et séries russes sortis entre le  1er novembre 2017 et le 31 octobre 2018.
Le film La Guerre d'Anna remporte l'Aigle d'or du meilleur film et Alekseï Fedortchenko remporte l'Aigle d'or du meilleur réalisateur pour ce même film.

## Palmarès

### Aigle d'or du meilleur film
- La Guerre d'Anna (Война Анны) d'Alekseï Fedortchenko
  - Trois secondes (Движение вверх) d'Anton Meguerditchev
  - Histoire d'une nomination (История одного назначения) d'Avdotia Smirnova
  - La Glace (Лед) d'Oleg Trofime
  - Spitak (Спитак) d'Alexandre Kott

### Aigle d'or du meilleur téléfilm ou mini-série (jusqu'à 10 épisodes)
- Sparta (Sпарта) d'Egor Baranov
  - Femme ordinaire (Обычная женщина) de Boris Khlebnikov
  - Rester en vie (Оcтaтьcя в жиыx) d'Andreï Malioukov

### Aigle d'or de la meilleure série télévisée (plus de 10 épisodes)
- Le Chemin des tourments (Хождение по мукам) de Constantin Khoudiakov
  - Bouleau (Бepeзкa) d'Alexandre Baranov
  - Le Pont (Мoct) de Constantin Statsi

### Aigle d'or du meilleur documentaire
- Les ours du Kamchatka. Le Début de la vie (Медведи Камчатки. Начало жизни) d'Irina Jouravleva, Vladislav Grichine
  - Dovjenko. La vie en fleur (Довженко. Жизнь в цвету) d'E. Tioutina
  - Paradjanov. Tarkovski. Antipenko. Clair-obscur (Параджанов. Тарковский. Антипенко. Светотени) d'Andreï Osipov

### Aigle d'or du meilleur court métrage
- Matière (Материя) de Youri Zaïtsev et Marina Jigalova-Ozkane
  - Va te faire foutre! (Твою мать!) de Victoria Rountsova
  - Les astuces de Mendel (Фокусы Менделя) de Tatiana Fedorovskaya

### Aigle d'or du meilleur film d'animation
- Hoffmaniade (Гофманиада) de Stanislav Sokolov
  - Marin Piotr Kochka (Матрос Пётр Кошка) de Valentin Teleguine
  - Cinq minutes de la mer (Пять минут до моря) de Natalia Mirzoyane

### Aigle d'or du meilleur réalisateur
- Alekseï Fedortchenko pour La Guerre d'Anna
  - Anton Meguerditchev pour Trois secondes
  - Avdotia Smirnova pour Histoire d'une nomination

### Aigle d'or du meilleur scénario
- Avdotia Smirnova, Anna Parmas, Pavel Bassinski pour Histoire d'une nomination
  - Nikolaï Koulikov pour Trois secondes
  - Andreï Zolotarev et Oleg Malovitchko pour La Glace

### Aigle d'or du meilleur acteur au cinéma
- Vladimir Machkov pour son rôle dans Trois secondes
  - Alexandre Petrov pour son rôle dans Gogol. Viy
  - Alexandre Petrov pour son rôle dans La Glace

### Aigle d'or de la meilleure actrice au cinéma
- Aglaia Tarasova pour son rôle dans La Glace
  - Marta Kozlova pour son rôle dans La Guerre d'Anna
  - Alena Tchekhova pour son rôle dans Nous ne dirons pas au revoir

### Aigle d'or du meilleur acteur dans un second rôle
- Kirill Zaitsev pour son rôle dans Trois secondes
  - Oleg Menchikov pour son rôle dans Gogol. Terrible Revenge
  - Andreï Smoliakov pour son rôle dans Trois secondes

### Aigle d'or de la meilleure actrice dans un second rôle
- Svetlana Khodtchenkova pour son rôle dans Dovlatov
  - Irina Gorbatcheva pour son rôle dans Histoire d'une nomination
  - Maria Aronova pour son rôle dans La Glace

### Aigle d'or du meilleur acteur à la télévision
- Alexandre Petrov pour son rôle dans Sparta
  - Andreï Smoliakov pour son rôle dans Opération Satan
  - Andreï Merzlikine pour son rôle dans Le Chemin des tourments

### Aigle d'or de la meilleure actrice à la télévision
- Anna Mikhalkova pour son rôle dans Une femme ordinaire
  - Lydia Velejeva pour son rôle dans Bouleau
  - Anna Tchipovskaïa pour son rôle dans Le Chemin des tourments

### Aigle d'or de la meilleure photographie
- Igor Griniakine pour Trois secondes
  - Alicher Hamidhodjaev pour La Guerre d'Anna
  - Mihail Milachine pour La Glace

### Aigle d'or des meilleurs décors
- Elena Joukova pour Les Chroniques de Viy : Le Cavalier noir
  - Elena Joukova pou Les Chroniques de Viy : Les Chasseurs de démons
  - Anastasia Karimoulina pour Histoire d'une nomination

### Aigle d'or des meilleurs costumes
- Victoria Igoumnova pour Les Chroniques de Viy : Le Cavalier noir
  - Victoria Igoumnova pour Les Chroniques de Viy : Les Chasseurs de démons
  - Tatiana Patrakhaltseva pour Histoire d'une nomination

### Aigle d'or de la meilleure musique
- Anton Beliaev, Dmitri Selipanov pour La Glace
  - Mark Dorbski pour The Unforgiven
  - Youri Poteenk pour Frontier

### Aigle d'or du meilleur montage
- Piotr Zelenova, Anton Meguerditchev, Vazgen Ghahramanian pour Trois secondes
  - Alexander Andrioushchenko pour La Glace
  - Nikolaï Riakhovski, Olga Grinchpoune pour Spitak

### Aigle d'or du meilleur son
- Alexeï Samodelko pour Trois secondes
  - Sergeï Bolchakov, Andreï Beltchikov pour La Glace
  - Pavel Doreouli pour Frontier

### Aigle d'or du meilleur maquillage
- Marina Evseenko pour Spitak
  - Tamara Frid pour Les Chroniques de Viy : Les Chasseurs de démons
  - Galina Ponomareva, Elena Dmitrienko pour Histoire d'une nomination

### Aigle d'or des meilleurs effets spéciaux
- Studio CGF pour Trois secondes
  - Amalgama pour Les Chroniques de Viy : Les Chasseurs de démons
  - Studio Pixel Bears VFX pour La Glace

### Aigle d'or du meilleur film étranger
- Three Billboards : Les Panneaux de la vengeance de Martin McDonagh
  - A Star Is Born de Bradley Cooper
  - La Forme de l'eau de Guillermo del Toro

### Prix spécial
- Vassili Lanovoï pour sa contribution au cinéma. (Le prix a été remis par Irina Miroshnichenko)

## Statistiques

### Récompenses/nominations multiples
Film : 
- 6/10 : Trois secondes
- 2/10 : La Glace
- 1/7 : Histoire d'une nomination
- 2/5 : Les Chroniques de Viy : Le Cavalier noir
- 2/4 : La Guerre d'Anna
- 1/3 : Spitak
- 0/3 : Les Chroniques de Viy : Les Chasseurs de démons
- 0/2 : Frontier

Télévision :
- 1/3 : Le Chemin des tourments
- 2/2 : Sparta
- 1/2 : Une Femme ordinaire
- 0/2 : Bouleau